# Fancsali Dániel
Fancsali Dániel (Fancsal, 1769. – Gyulafehérvár?, 1838. október 22.) gyulafehérvári kanonok, egyháztörténész, genealógus.

## Élete
Az egyházi pályán mint tanár Székelyudvarhelyt és Marosvásárhelyen működött; innét Kolozsvárra ment káplánnak; 1795-ben karácsonyfalvai lelkész lett. 1800-ban püspöki szertartó, 1801-ben titkár, 1807-ben gyergyószentmiklósi esperes-plébános volt. 1811-ben lemondott állásáról, és Gyulafehérvárra ment egyházmegyei irodaigazgatónak; később címzetes kanonokká és székelyudvarhelyi plébánossá nevezték ki. Ő adományozta a székelyudvarhelyi kódexet a székelyudvarhelyi római katolikus gimnáziumnak.

## Munkái
- Memoria episcopatus Transilvaniensis. Kolozsvár, é.n.
- A thelegdi esperességről értekezés. (Nemzeti Társalkodó, 1838.)
- Genealógiai gyűjteménye a Batthyáneumba került, és Kőváry László egyik fő forrása volt az Erdély nevezetesebb családai című művéhez.